# Valkiajärvi (sjö i Seinäjoki, Södra Österbotten)
Valkiajärvi är en sjö i kommunen Seinäjoki i landskapet Södra Österbotten i Finland. Sjön ligger 93,7 meter över havet. Arean är 65 hektar och strandlinjen är 4,85 kilometer lång. Sjön  ingår i Kyro älvs huvudavrinningsområde.   Den ligger omkring 22 kilometer söder om Seinäjoki och omkring 290 kilometer norr om Helsingfors. 